# Isola Jacquemart
L'isola Jacquemart è uno degli isolotti che circondano l'isola Campbell, dalla quale dista circa 1 km a sud, il che la rende in assoluto l'isola più australe di tutta la Nuova Zelanda, se non si considerano i territori da essa rivendicati in Antartide.

## Geografia
L'isola Jacquemart consiste in un faraglione con una superficie di appena 19 ettari, una lunghezza di circa 750 m e una larghezza di 500 m. È circondata da ripide falesie con un'altezza minima di 30 m. Il punto più alto di Jacquemart raggiunge i 200 metri sul livello del mare. L'intera isola è il risultato dell'erosione di lave basaltiche che in origine posavano su una base di rocce sedimentarie.

### Flora e fauna
Gran parte dell'area dell'isola al di sopra delle scogliere è ricoperta dalla prateria, su un substrato di torba nel quale si trovano numerose tane di procellaria.
Tra gli uccelli presenti su Jacquemart vi sono in particolare la berta grigia, la procellaria gigante, la Phoebetria palpebrata, lo stercorario antartico e il cormorano delle Campbell. È probabile vi si nutrano anche altri uccelli marini, come ad esempio la procellaria del Capo.
Fino al 2001, l'isola era anche l'ultimo rifugio del  beccaccino delle Campbell, una sottospecie del beccaccino subantartico, scoperta per la prima volta nel 1997.

## Storia
Il nome "Jacquemart" deriva da quello del capitano di vascello della spedizione francese alle isole Campbell nel 1874.
Per via dell'inaccessibilità dal mare, la prima visita da parte di esseri umani sull'isola ebbe luogo soltanto il 29 dicembre del 1980, quando un piccolo gruppo di scienziati vi fu portato tramite un elicottero. Altre brevi visite furono fatte in seguito nel 1984 e nel 1997.